# Joseph Serge Miot
Joseph Serge Miot (Jérémie, Haití; 23 de noviembre de 1946 – Puerto Príncipe, Haití; 12 de enero de 2010) fue un obispo católico. Fue el noveno arzobispo de la arquidiócesis de Puerto Príncipe, Haití.

## Biografía
Miot nació en Jérémie y fue ordenado sacerdote el 4 de julio de 1975.
El 29 de julio de 1997, fue elegido como Arzobispo coadjuntor de Puerto Príncipe por el papa Juan Pablo II. Miot recibió su consagración episcopal el 12 de octubre de 1997 del arzobispo Christophe Pierre, actuando el arzobispo François Gayot, SMM y François-Wolff Ligondé como co-consagrantes. Miot sucedió a Ligondé como noveno Arzobispo de Puerto Príncipe a su muerte el 1 de marzo de 2008.
Durante su episcopado, denunció el encarcelamiento de Fr. Gérard Jean-Juste por el gobierno del primer ministro Gérard Latortue.
Las oficinas de la Arquiócesis fueron destruidas durante el terremoto de Haití de 2010, y el cuerpo del arzobispo fue encontrado en las ruinas del edificio.